# Lista walk o bokserskie mistrzostwo świata w wadze junior koguciej
Zestawienie walk o bokserskie mistrzostwo świata wagi junior koguciej (super flyweight) zawodowców. Ujęte zostały pojedynki najważniejszych organizacji boksu zawodowego (WBO, WBA, WBC, IBF i IBO).
Mistrzów świata wśród amatorów znajdziesz tutaj.

## 2010-
| data                 | miejsce                                                         | organizacja    | zwycięzca                                      | pokonany                                       | wynik       |
| -------------------- | --------------------------------------------------------------- | -------------- | ---------------------------------------------- | ---------------------------------------------- | ----------- |
| 26 marca 2014        | Korakuen Hall Tokio, Japonia                                    | WBA            | Kōhei Kōno · Japonia                           | Denkaosan Kaovichit · Tajlandia                | KO 8        |
| 21 grudnia 2013      | Villa La Ñata Sporting Club Buenos Aires, Argentyna             | WBO            | Omar Andrés Narváez · Argentyna                | David Carmona · Meksyk                         | TKO 7       |
| 3 grudnia 2013       | Bodymaker Colosseum Osaka, Japonia                              | IBF / WBA      | Liborio Solís · Wenezuela                      | Daiki Kameda · Japonia                         | SD 12       |
| 15 listopada 2013    | Provincial Stadium Nakhon Ratchasima, Tajlandia                 | WBC            | Srisaket Sor Rungvisai · Tajlandia             | Hirofumi Mukai · Japonia                       | TKO 9       |
| 3 września 2013      | Suranaree University of Technology Nakhon Ratchasima, Tajlandia | WBA            | Denkaosan Kaovichit · Tajlandia                | Nobuo Nashiro · Japonia                        | SD 12       |
| 3 września 2013      | Sun Messe Kagawa Takamatsu, Japonia                             | IBF            | Daiki Kameda · Japonia                         | Rodrigo Guerrero · Meksyk                      | UD 12       |
| 24 sierpnia 2013     | Gimnasio Municipal N° 1, Trelew, Argentyna                      | WBO            | Omar Andrés Narváez · Argentyna                | Hiroyuki Hisataka · Japonia                    | TKO 10      |
| 15 czerwca 2013      | Emperor's Palace Kempton Park, RPA                              | IBO            | Edrin Dapudong · Filipiny                      | Gideon Buthelezi · Południowa Afryka           | KO 1        |
| 8 czerwca 2013       | Hard Rock Hotel and Casino Las Vegas, USA                       | IBF            | Juan Carlos Sánchez Jr. · Meksyk               | Roberto Domingo Sosa · Argentyna               | UD 12       |
| 25 maja 2013         | Estadio Luna Park Buenos Aires, Argentyna                       | WBO            | Omar Andrés Narváez · Argentyna                | Felipe Orucuta · Meksyk                        | SD 12       |
| 6 maja 2013          | Ota-City General Gymnasium Tokio, Japonia                       | WBA            | Liborio Solís · Wenezuela                      | Kōhei Kōno · Japonia                           | MD 12       |
| 3 maja 2013          | Khonmuangsri Stadium Si Sa Ket, Tajlandia                       | WBC            | Srisaket Sor Rungvisai · Tajlandia             | Yōta Satō · Japonia                            | TKO 8       |
| 31 grudnia 2012      | Ota-City General Gymnasium Tokio, Japonia                       | WBA            | Kōhei Kōno · Japonia                           | Tepparith Kokietgym · Tajlandia                | KO 4        |
| 31 grudnia 2012      | Ota-City General Gymnasium Tokio, Japonia                       | WBC            | Yōta Satō · Japonia                            | Ryo Akaho · Japonia                            | UD 12       |
| 15 grudnia 2012      | Hilton Garden Inn Hotel & Casino San Miguel, Argentyna          | WBO            | Omar Andrés Narváez · Argentyna                | David Quijano · Portoryko                      | UD 12       |
| 10 listopada 2012    | Emperor's Palace Kempton Park, RPA                              | IBO            | Gideon Buthelezi · Południowa Afryka           | Edrin Dapudong · Filipiny                      | SD 12       |
| 20 października 2012 | Estadio Luna Park San Juan, Argentyna                           | WBO            | Omar Andrés Narváez · Argentyna                | Johnny Garcia · Meksyk                         | TKO 11      |
| 22 września 2012     | Gimnasio Polifuncional Los Mochis, Meksyk                       | IBF            | Juan Carlos Sánchez Jr. · Meksyk               | Rodel Mayol · Filipiny                         | KO 9        |
| 1 września 2012      | Sumiyoshi Sports Center Osaka, Japonia                          | WBA            | Tepparith Kokietgym · Tajlandia                | Nobuo Nashiro · Japonia                        | MD 12       |
| 8 lipca 2012         | Bunka Gym Yokohama, Japonia                                     | WBC            | Yōta Satō · Japonia                            | Sylvester Lopez · Filipiny                     | UD 12       |
| 19 maja 2012         | Arena TKT Box Tour Puerto Vallerta, Meksyk                      | IBF            | Juan Carlos Sánchez Jr. · Meksyk               | Juan Alberto Rosas · Meksyk                    | UD 12       |
| 28 kwietnia 2012     | Coliseo El Limon Maracay, Wenezuela                             | WBA Tymczasowy | Liborio Solís · Wenezuela                      | Santiago Ivan Acosta · Argentyna               | UD 12       |
| 21 kwietnia 2012     | Estadio Aldo Cantoni San Juan, Argentyna                        | WBO            | Omar Andrés Narváez · Argentyna                | Jose Cabrera · Meksyk                          | UD 12       |
| 4 kwietnia 2012      | Arena Jokohama, Japonia                                         | WBA            | Tepparith Kokietgym · Tajlandia                | Tomonobu Shimizu · Japonia                     | TKO 9       |
| 27 marca 2012        | Korakuen Hall Tokio, Japonia                                    | WBC            | Yōta Satō · Japonia                            | Suriyan Sor Rungvisai · Tajlandia              | UD 12       |
| 11 lutego 2012       | Arena Union Los Mochis, Meksyk                                  | IBF            | Juan Carlos Sánchez Jr. · Meksyk               | Rodrigo Guerrero · Meksyk                      | UD 12       |
| 10 grudnia 2011      | El Palenque de la Feria Tepic, Meksyk                           | WBA Tymczasowy | Liborio Solís · Wenezuela                      | Jose Salgado · Meksyk                          | SD 12       |
| 7 grudnia 2011       | Prefectural Gymnasium Osaka, Japonia                            | WBA            | Tepparith Kokietgym · Tajlandia                | Daiki Kameda · Japonia                         | UD 12       |
| 4 listopada 2011     | National Stadium Gymnasium Bangkok, Tajlandia                   | WBC            | Suriyan Sor Rungvisai · Tajlandia              | Nobuo Nashiro · Japonia                        | UD 12       |
| 15 października 2011 | Estadio Centenario Los Mochis, Meksyk                           | WBO Tymczasowy | Daniel Rosas Meksyk - Jose Cabrera Meksyk      | Daniel Rosas Meksyk - Jose Cabrera Meksyk      | SD 12 remis |
| 31 sierpnia 2011     | Nihon Budokan Tokio, Japonia                                    | WBA            | Tomonobu Shimizu · Japonia                     | Hugo Fidel Cazares · Meksyk                    | SD 12       |
| 19 sierpnia 2011     | Khunmuangsri Stadium Mueang Noi, Tajlandia                      | WBC            | Suriyan Sor Rungvisai · Tajlandia              | Tomás Rojas · Meksyk                           | UD 12       |
| 9 lipca 2011         | Lobo Dome Mazatlan, Meksyk                                      | WBA            | Hugo Fidel Cazares · Meksyk                    | Arturo Badillo · Meksyk                        | KO 3        |
| 11 czerwca 2011      | Estadio Luna Park Buenos Aires, Argentyna                       | WBO            | Omar Andrés Narváez · Argentyna                | William Urina · Kolumbia                       | UD 12       |
| 21 maja 2011         | Metropolitan Arena Tuxtla Gutierrez, Meksyk                     | WBC            | Tomás Rojas · Meksyk                           | Juan Jose Montes · Meksyk                      | RTD 11      |
| 14 maja 2011         | Auditorio Municipal Tijuana, Meksyk                             | IBF            | Rodrigo Guerrero · Meksyk                      | Raul Martinez · Meksyk                         | TD 6        |
| 14 maja 2011         | Palenque de la Feria Durango, Meksyk                            | IBF            | Cristian Mijares · Meksyk                      | Carlos Rueda · Nikaragua                       | UD 12       |
| 1 maja 2011          | Benjamatheputid School Petchaburi, Tajlandia                    | WBA Tymczasowy | Tepparith Kokietgym · Tajlandia                | Drian Francisco · Filipiny                     | UD 12       |
| 15 kwietnia 2011     | Club Estudiantes de Bahia Blanca Bahia Blanca, Argentyna        | WBO            | Omar Andrés Narváez · Argentyna                | Cesar Seda · Portoryko                         | UD 12       |
| 12 lutego 2011       | Polideportivo Municipal Monte Hermoso, Argentyna                | WBO            | Omar Andrés Narváez · Argentyna                | Victor Zaleta · Meksyk                         | UD 12       |
| 5 lutego 2011        | Prefectural Gymnasium Osaka, Japonia                            | WBC            | Tomás Rojas · Meksyk                           | Nobuo Nashiro · Japonia                        | UD 12       |
| 23 grudnia 2010      | Prefectural Gymnasium Osaka, Japonia                            | WBA            | Hugo Fidel Cázares · Meksyk                    | Hiroyuki Hisataka · Japonia                    | UD 12       |
| 11 grudnia 2010      | Auditorio Municipal Torreon, Meksyk                             | IBF            | Cristian Mijares · Meksyk                      | Juan Alberto Rosas · Meksyk                    | UD 12       |
| 30 listopada 2010    | Bueng Kan School Bueng Kan, Tajlandia                           | WBA Tymczasowy | Drian Francisco · Filipiny                     | Duangpetch Kokietgym · Tajlandia               | TKO 10      |
| 9 października 2010  | Centro de Convenciones Tlalnepantla, Meksyk                     | WBA            | Hugo Fidel Cázares · Meksyk                    | Alberto Rossel · Peru                          | TKO 9       |
| 20 września 2010     | Super Arena Saitama, Japonia                                    | WBC            | Tomás Rojas · Meksyk                           | Kōhei Kōno · Japonia                           | UD 12       |
| 31 lipca 2010        | El Palenque de la Feria Tepic, Meksyk                           | IBF            | Juan Alberto Rosas · Meksyk                    | Simphiwe Nongqayi RPA                          | TKO 6       |
| 10 lipca 2010        | Coliseo Jose Miguel Agrelot San Juan, Portoryko                 | WBA Tymczasowy | Nonito Donaire · Filipiny                      | Hernán Márquez · Meksyk                        | TKO 8       |
| 3 lipca 2010         | Centro de convenciones Tlalnepantla, Meksyk                     | WBA            | Hugo Fidel Cázares · Meksyk                    | Everardo Morales · Meksyk                      | TKO 7       |
| 8 maja 2010          | Prefectural Gymnasium Osaka, Japonia                            | WBA            | Hugo Fidel Cázares · Meksyk                    | Nobuo Nashiro · Japonia                        | UD 12       |
| 5 maja 2010          | Estadio Luna Park Buenos Aires, Argentyna                       | WBO            | Omar Andrés Narváez · Argentyna                | Everth Briceno · Nikaragua                     | UD 12       |
| 9 kwietnia 2010      | Centre Omnisports Massy, Francja                                | IBF            | Simphiwe Nongqayi RPA - Malik Bouziane Francja | Simphiwe Nongqayi RPA - Malik Bouziane Francja | MD 12 remis |
| 6 marca 2010         | Agua Caliente Casino Rancho Mirage, USA                         | WBA / WBC      | Wachtang Darczinjan · Armenia                  | Rodrigo Guerrero · Meksyk                      | UD 12       |
| 30 stycznia 2010     | Restaurante Arroyo Meksyk, Meksyk                               | WBO            | Jorge Arce · Meksyk                            | Angky Angkota · Indonezja                      | TD 7        |

## 2000-2009
| data                 | miejsce                                                  | organizacja    | zwycięzca                                            | pokonany                                             | wynik        |
| -------------------- | -------------------------------------------------------- | -------------- | ---------------------------------------------------- | ---------------------------------------------------- | ------------ |
| 12 grudnia 2009      | Agua Caliente Casino Rancho Mirage, USA                  | WBA / WBC      | Wachtang Darczinjan · Armenia                        | Tomás Rojas · Meksyk                                 | KO 2         |
| 21 listopada 2009    | Casino Rama Rama, Kanada                                 | WBO            | Marvin Sonsona Filipiny - Alejandro Hernandez Meksyk | Marvin Sonsona Filipiny - Alejandro Hernandez Meksyk | PTS 12 remis |
| 24 października 2009 | World Trade Center Boca del Rio, Meksyk                  | WBC            | Tomás Rojas · Meksyk                                 | Evans Mbamba · Południowa Afryka                     | UD 12        |
| 30 września 2009     | Prefectural Gymnasium Osaka, Japonia                     | WBA            | Nobuo Nashiro · Japonia                              | Hugo Fidel Cazares · Meksyk                          | SD 12        |
| 15 września 2009     | Plaza de Toros Cancun, Meksyk                            | IBF            | Simphiwe Nongqayi · Południowa Afryka                | Jorge Arce · Meksyk                                  | UD 12        |
| 4 września 2009      | Casino Rama Rama, Kanada                                 | WBO            | Marvin Sonsona · Filipiny                            | Jose Lopez · Portoryko                               | UD 12        |
| 15 sierpnia 2009     | Hard Rock Hotel and Casino Las Vegas, USA                | WBA Tymczasowy | Nonito Donaire · Filipiny                            | Rafael Concepcion · Panama                           | UD 12        |
| 18 lipca 2009        | Centro de Convenciones Puerto Vallarta, Meksyk           | WBC            | Tomás Rojas · Meksyk                                 | Everardo Morales · Meksyk                            | RTD 9        |
| 11 kwietnia 2009     | Prefectural Gymnasium Osaka, Japonia                     | WBA            | Nobuo Nashiro · Filipiny                             | Konosuke Tomiyama · Japonia                          | TKO 8        |
| 28 marca 2009        | Coliseo Ruben Rodriguez Bayamon, Portoryko               | WBO            | Jose Lopez · Portoryko                               | Pramuansak Posuwan · Tajlandia                       | UD 12        |
| 7 lutego 2009        | Honda Center Anaheim, USA                                | IBF / WBA WBC  | Wachtang Darczinjan · Armenia                        | Jorge Arce · Meksyk                                  | RTD 11       |
| 1 listopada 2008     | Home Depot Center Carson, USA                            | IBF / WBA WBC  | Wachtang Darczinjan · Armenia                        | Cristian Mijares · Meksyk                            | KO 9         |
| 1 listopada 2008     | Mandalay Bay Resort & Casino Las Vegas, USA              | WBA Tymczasowy | Jorge Arce · Meksyk                                  | Isidro Garcia · Meksyk                               | TKO 4        |
| 15 września 2008     | Pacifico Jokohama, USA                                   | WBA            | Nobuo Nashiro · Japonia                              | Kōhei Kōno · Japonia                                 | SD 12        |
| 15 września 2008     | Arena Mexico Meksyk, Meksyk                              | WBA Tymczasowy | Jorge Arce · Meksyk                                  | Rafael Concepcion · Panama                           | RTD 9        |
| 30 sierpnia 2008     | Arena Monterrey Monterrey, Meksyk                        | WBA / WBC      | Cristian Mijares · Meksyk                            | Chatchai Sasakul · Tajlandia                         | TKO 3        |
| 2 sierpnia 2008      | Emerald Queen Casino Tacoma, USA                         | IBF            | Wachtang Darczinjan · Armenia                        | Dmitrij Kiriłłow · Rosja                             | KO 5         |
| 26 lipca 2008        | Cebu Coliseum Cebu, Filipiny                             | WBA Tymczasowy | Rafael Concepcion · Panama                           | AJ Banal · Filipiny                                  | KO 10        |
| 31 maja 2008         | Emperor's Palace Kempton Park, RPA                       | IBO            | Zolile Mbityi · Południowa Afryka                    | Masibulele Makepula · Południowa Afryka              | SD 12        |
| 31 maja 2008         | Plaza De Toros El Paseo San Luis Potosi, Meksyk          | WBO            | Fernando Montiel · Meksyk                            | Luis Maldonado · Meksyk                              | TKO 3        |
| 17 maja 2008         | Auditorio Centenario Durango, Meksyk                     | WBA / WBC      | Cristian Mijares · Meksyk                            | Alexander Munoz · Wenezuela                          | SD 12        |
| 28 lutego 2008       | Roseland Ballroom Nowy Jork, USA                         | IBF            | Dmitrij Kiriłłow Rosja - Cecilio Santos Meksyk       | Dmitrij Kiriłłow Rosja - Cecilio Santos Meksyk       | MD 12 remis  |
| 16 lutego 2008       | MGM Grand Las Vegas, Nevada                              | WBC            | Cristian Mijares · Meksyk                            | Jose Navarro · Stany Zjednoczone                     | SD 12        |
| 16 lutego 2008       | MGM Grand Las Vegas, USA                                 | WBO            | Fernando Montiel · Meksyk                            | Martin Castillo · Meksyk                             | KO 4         |
| 14 stycznia 2008     | Bunka Gym Jokohama, Japonia                              | WBA            | Alexander Muñoz · Wenezuela                          | Katsushige Kawashima · Japonia                       | UD 12        |
| 20 października 2007 | Autodromo de Go Karts Cancun, Meksyk                     | WBC            | Cristian Mijares · Meksyk                            | Franck Gorjux · Francja                              | TKO 1        |
| 20 października 2007 | Auburn RSL Club Auburn, Australia                        | IBO            | wachtang Darczinjan · Armenia                        | Federico Catubay · Filipiny                          | TKO 12       |
| 13 października 2007 | Khodynka Ice Palace Moskwa, Rosja                        | IBF            | Dmitrij Kiriłłow · Rosja                             | Jose Navarro · Stany Zjednoczone                     | UD 12        |
| 4 października 2007  | Hard Rock Hotel and Casino Las Vegas, USA                | WBO            | Fernando Montiel · Meksyk                            | Luis Melendez · Kolumbia                             | TKO 12       |
| 24 września 2007     | Karakuen Hall Tokio, Japonia                             | WBA            | Alexander Muñoz · Wenezuela                          | Kuniyuki Aizawa · Japonia                            | UD 12        |
| 14 lipca 2007        | Explanada Tecate Ciudad Obregon, Meksyk                  | WBO            | Fernando Montiel · Meksyk                            | Cecilio Santos · Meksyk                              | TKO 10       |
| 13 lipca 2007        | Auditorio Centenario Durango, Meksyk                     | WBC            | Cristian Mijares · Meksyk                            | Teppei Kikui · Japonia                               | TKO 10       |
| 3 maja 2007          | Ariake Colosseum Tokio, Japonia                          | WBA            | Alexander Muñoz · Wenezuela                          | Nobuo Nashiro · Japonia                              | UD 12        |
| 14 kwietnia 2007     | Alamodome San Antonio, USA                               | WBC            | Cristian Mijares · Meksyk                            | Jorge Arce · Meksyk                                  | UD 12        |
| 24 lutego 2007       | Cebu City Sports Complex Cebu, Filipiny                  | WBO            | Fernando Montiel · Meksyk                            | Z Gorres · Filipiny                                  | SD 12        |
| 3 stycznia 2007      | Ariake Colosseum Tokio, Japonia                          | WBC            | Cristian Mijares · Meksyk                            | Katsushige Kawashima · Japonia                       | TKO 10       |
| 2 grudnia 2006       | Prefectural Gymnasium Osaka, Japonia                     | WBA            | Nobuo Nashiro · Japonia                              | Eduardo García · Meksyk                              | UD 12        |
| 17 listopada 2006    | Auditorio Municipal Torreon, Meksyk                      | WBC            | Cristian Mijares · Meksyk                            | Reynaldo Lopez · Kolumbia                            | UD 12        |
| 4 listopada 2006     | Emperor's Palace Kempton Park, RPA                       | IBO            | Mbwana Matumla · Tanzania                            | Eric Barcelona · Filipiny                            | UD 12        |
| 18 września 2006     | Pacifico Jokohama, Japonia                               | WBC            | Cristian Mijares · Meksyk                            | Katsushige Kawashima · Japonia                       | SD 12        |
| 22 lipca 2006        | Arena Higashiosaka, Japonia                              | WBA            | Nobuo Nashiro · Japonia                              | Martin Castillo · Meksyk                             | TKO 10       |
| 6 maja 2006          | DCU Center Worcester, USA                                | IBF            | Luis Alberto Pérez · Nikaragua                       | Dmitrij Kiriłłow · Rosja                             | SD 12        |
| 27 lutego 2006       | Central Gym Osaka, Japonia                               | WBC            | Masamori Tokuyama · Japonia                          | Jose Navarro · Stany Zjednoczone                     | UD 12        |
| 21 stycznia 2006     | Thomas & Mack Center Las Vegas, USA                      | WBA            | Martin Castillo · Meksyk                             | Alexander Muñoz · Wenezuela                          | SD 12        |
| 29 października 2005 | Desert Diamond Casino Tucson, USA                        | WBO            | Fernando Montiel · Meksyk                            | Pramuansak Posuwan · Tajlandia                       | UD 12        |
| 18 lipca 2005        | Central Gym Osaka, Japonia                               | WBC            | Masamori Tokuyama · Japonia                          | Katsushige Kawashima · Japonia                       | UD 12        |
| 16 lipca 2005        | MGM Grand Las Vegas, USA                                 | WBO            | Fernando Montiel · Meksyk                            | Everth Briceno · Nikaragua                           | UD 12        |
| 26 czerwca 2005      | Aichi Prefectural Gym Nagoya, Japonia                    | WBA            | Martin Castillo · Meksyk                             | Hideyasu Ishihara · Japonia                          | UD 12        |
| 30 kwietnia 2005     | Madison Square Garden Nowy Jork, USA                     | IBF            | Luis Alberto Pérez · Nikaragua                       | Luis Bolano · Kolumbia                               | TKO 6        |
| 9 kwietnia 2005      | Don Haskins Convention Center El Paso, USA               | WBO            | Fernando Montiel · Meksyk                            | Ivan Hernandez · Meksyk                              | KO 7         |
| 19 marca 2005        | MGM Grand Las Vegas, USA                                 | WBA            | Martin Castillo · Meksyk                             | Eric Morel · Portoryko                               | UD 12        |
| 3 stycznia 2005      | Ariake Colosseum Tokio, Japonia                          | WBC            | Katsushige Kawashima · Japonia                       | Jose Navarro · Stany Zjednoczone                     | SD 12        |
| 17 grudnia 2004      | Leisure Centre Huddersfield, Wielka Brytania             | IBO            | Damaen Kelly · Wielka Brytania                       | Jason Booth · Wielka Brytania                        | UD 12        |
| 3 grudnia 2004       | Entertainment Center Laredo, USA                         | WBA            | Martin Castillo · Meksyk                             | Alexander Muñoz · Wenezuela                          | UD 12        |
| 25 września 2004     | FedEx Forum Memphis, USA                                 | WBO            | Ivan Hernandez · Meksyk                              | Mark Johnson · Stany Zjednoczone                     | KO 8         |
| 20 września 2004     | Bunka Gym Jokohama, Japonia                              | WBC            | Katsushige Kawashima · Japonia                       | Raul Juarez · Meksyk                                 | UD 12        |
| 28 czerwca 2004      | Arena Jokohama, Japonia                                  | WBC            | Katsushige Kawashima · Japonia                       | Masamori Tokuyama · Japonia                          | TKO 1        |
| 16 maja 2004         | Memorial Center Gifu, Japonia                            | WBA Tymczasowy | Martin Castillo · Meksyk                             | Hideyasu Ishihara · Japonia                          | TKO 11       |
| 13 marca 2004        | Leisure Centre Huddersfield, Wielka Brytania             | IBO            | Jason Booth · Wielka Brytania                        | Dale Robinson · Wielka Brytania                      | UD 12        |
| 6 marca 2004         | Foxwoods Resort Mashantucket, USA                        | WBO            | Mark Johnson · Stany Zjednoczone                     | Luis Bolano · Kolumbia                               | KO 4         |
| 3 stycznia 2004      | Central Gym Osaka, Japonia                               | WBC            | Masamori Tokuyama · Japonia                          | Dmitrij Kiriłłow · Rosja                             | UD 12        |
| 3 stycznia 2004      | Central Gym Osaka, Japonia                               | WBA            | Alexander Muñoz · Wenezuela                          | Eiji Kojima · Japonia                                | TKO 10       |
| 13 grudnia 2003      | Boardwalk Hall Atlantic City, USA                        | IBF            | Luis Alberto Pérez · Nikaragua                       | Felix Machado · Wenezuela                            | UD 12        |
| 4 października 2003  | Kokugikan Tokio, Japonia                                 | WBA            | Alexander Muñoz · Meksyk                             | Hienobu Honda · Japonia                              | UD 12        |
| 20 września 2003     | Harvey Hadden Leisure Centre Nottingham, Wielka Brytania | IBO            | Jason Booth · Wielka Brytania                        | Lunga Ntontela · Południowa Afryka                   | SD 12        |
| 16 sierpnia 2003     | Mohegan Sun Casino Uncasville, USA                       | WBO            | Mark Johnson · Stany Zjednoczone                     | Fernando Montiel · Meksyk                            | MD 12        |
| 23 czerwca 2003      | Arena Jokohama, Japonia                                  | WBC            | Masamori Tokuyama · Japonia                          | Katsushige Kawashima · Japonia                       | UD 12        |
| 18 stycznia 2003     | Estadio Emilo Ibarra Almada Los Mochis, Meksyk           | WBO            | Fernando Montiel · Meksyk                            | Roy Doliguez · Filipiny                              | TKO 2        |
| 4 stycznia 2003      | DC Armory Washington, USA                                | IBF            | Luis Alberto Pérez · Nikaragua                       | Felix Machado · Wenezuela                            | SD 12        |
| 20 grudnia 2002      | Castle Hall Osaka, Japonia                               | WBC            | Masamori Tokuyama · Japonia                          | Gerry Peñalosa · Filipiny                            | SD 12        |
| 13 grudnia 2002      | River Park East London, RPA                              | IBO            | Lunga Ntontela · Południowa Afryka                   | Edison Torres · Wenezuela                            | UD 12        |
| 26 sierpnia 2002     | Super Arena Saitama, Japonia                             | WBC            | Masamori Tokuyama · Japonia                          | Erik López · Meksyk                                  | RTD 6        |
| 31 lipca 2002        | Prefectural Gymnasium Osaka, Japonia                     | WBA            | Alexander Muñoz · Meksyk                             | Eiji Kojima · Japonia                                | KO 2         |
| 22 czerwca 2002      | MGM Grand Las Vegas, USA                                 | WBO            | Fernando Montiel · Meksyk                            | Pedro Alcazar · Panama                               | TKO 6        |
| 30 marca 2002        | Sovereign Center Reading, USA                            | IBF            | Felix Machado · Wenezuela                            | Martin Castillo · Meksyk                             | TD 6         |
| 23 marca 2002        | Arena Jokohama, Japonia                                  | WBC            | Masamori Tokuyama · Japonia                          | Kazuhiro Ryuko · Japonia                             | TKO 9        |
| 9 marca 2002         | Nihon Budokan Tokio, Japonia                             | WBA            | Alexander Muñoz · Meksyk                             | Celes Kobayashi · Japonia                            | TKO 8        |
| 5 października 2001  | Gimnasio Roberto Duran Panama, Panama                    | WBO            | Pedro Alcazar · Panama                               | Jorge Otero · Kolumbia                               | UD 12        |
| 24 września 2001     | Arena Jokohama, Japonia                                  | WBC            | Masamori Tokuyama · Japonia                          | Gerry Peñalosa · Filipiny                            | UD 12        |
| 1 września 2001      | Arena Jokohama, Japonia                                  | WBA            | Celes Kobayashi · Japonia                            | Jesus Rojas · Wenezuela                              | SD 12        |
| 16 czerwca 2001      | Cintas Center Cincinnati, USA                            | IBF            | Felix Machado · Wenezuela                            | Mauricio Pastrana · Kolumbia                         | UD 12        |
| 16 czerwca 2001      | Gimnasio Nuevo Panama Juan Diaz, Panama                  | WBO            | Pedro Alcazar · Panama                               | Adonis Rivas · Nikaragua                             | SD 12        |
| 20 maja 2001         | Sheraton Walker Hill Hotel Seul, Korea Południowa        | WBC            | Masamori Tokuyama · Japonia                          | Cho In-joo · Korea Południowa                        | KO 5         |
| 11 marca 2001        | Arena Jokohama, Japonia                                  | WBA            | Celes Kobayashi · Japonia                            | Leo Gamez · Wenezuela                                | TKO 10       |
| 16 grudnia 2000      | Universidad de Aragua Maracay, Wenezuela                 | IBF            | Felix Machado · Wenezuela                            | William De Sousa · Panama                            | TKO 3        |
| 12 grudnia 2000      | Maizu Arena Osaka, Japonia                               | WBC            | Masamori Tokuyama · Japonia                          | Akihiko Nago · Japonia                               | UD 12        |
| 9 października 2000  | Aichi Prefectural Gymnasium Nagoya, Japonia              | WBA            | Leo Gamez · Wenezuela                                | Hideki Todaka · Japonia                              | KO 7         |
| 2 września 2000      | Estadio Nacional Managua, Nikaragua                      | WBO            | Adonis Rivas · Nikaragua                             | Joel Luna Zarate · Meksyk                            | UD 12        |
| 27 sierpnia 2000     | Prefectural Gymnasium Osaka, Japonia                     | WBC            | Masamori Tokuyama · Japonia                          | Cho In-joo · Korea Południowa                        | UD 12        |
| 22 lipca 2000        | American Airlines Arena Miami, USA                       | IBF            | Felix Machado · Wenezuela                            | Julio Gamboa · Nikaragua                             | UD 12        |
| 20 maja 2000         | Grand Casino Tunica, USA                                 | IBF            | Julio Gamboa Nikaragua - Felix Machado Wenezuela     | Julio Gamboa Nikaragua - Felix Machado Wenezuela     | PTS 12 remis |
| 14 maja 2000         | Sheraton Walker Hill Hotel Seul, Korea Południowa        | WBC            | Cho In-joo · Korea Południowa                        | Julio Cesar Avila · Meksyk                           | UD 12        |
| 23 kwietnia 2000     | Rainbow Hall Nagoya, Japonia                             | WBA            | Hideki Todaka · Japonia                              | Yokthai Sithoar · Tajlandia                          | TKO 11       |
| 25 marca 2000        | Estadio Nacional Managua, Nikaragua                      | WBO            | Adonis Rivas · Nikaragua                             | Pedro Morquecho · Meksyk                             | TD 11        |
| 2 stycznia 2000      | Sheraton Walker Hill Hotel Seul, Korea Południowa        | WBC            | Cho In-joo · Korea Południowa                        | Gerry Peñalosa · Filipiny                            | SD 12        |

## 1990-1999
| data                 | miejsce                                                  | organizacja    | zwycięzca                                              | pokonany                                               | wynik           |
| -------------------- | -------------------------------------------------------- | -------------- | ------------------------------------------------------ | ------------------------------------------------------ | --------------- |
| 20 listopada 1999    | Hard Rock Hotel and Casino Las Vegas, USA                | WBO            | Adonis Rivas · Nikaragua                               | Diego Morales · Meksyk                                 | UD 12           |
| 19 listopada 1999    | DC Armory Washington, USA                                | IBF            | Raul Juarez Meksyk - Mark Johnson Stany Zjednoczone    | Raul Juarez Meksyk - Mark Johnson Stany Zjednoczone    | NC 4 no contest |
| 7 listopada 1999     | Kokugikan Tokio, Japonia                                 | WBA            | Hideki Todaka · Japonia                                | Akihiko Nago · Japonia                                 | UD 12           |
| 5 września 1999      | Kokugikan Tokio, Japonia                                 | WBC            | Cho In-joo · Korea Południowa                          | Keiji Yamaguchi · Japonia                              | UD 12           |
| 13 sierpnia 1999     | Foxwoods Resort Mashantucket, USA                        | IBF            | Mark Johnson · Stany Zjednoczone                       | Jorge Lacierva · Meksyk                                | TD 8            |
| 31 lipca 1999        | Rainbow Hall Nagoya, Japonia                             | WBA            | Hideki Todaka · Japonia                                | Jesus Rojas · Wenezuela                                | UD 12           |
| 31 lipca 1999        | Plaza de Toros Tijuana, Meksyk                           | WBO            | Diego Morales · Meksyk                                 | Ysaias Zamudio · Stany Zjednoczone                     | TKO 9           |
| 13 czerwca 1999      | Sheraton Walker Hill Hotel Seul, Południowa Korea        | WBC            | Cho In-joo · Korea Południowa                          | Pone Saengmorakot · Tajlandia                          | KO 8            |
| 7 czerwca 1999       | Auditorio Municipal Tijuana, Meksyk                      | WBO            | Diego Morales · Meksyk                                 | Victor Godoi · Argentyna                               | RTD 11          |
| 29 maja 1999         | Roberto Clemente Coliseum San Juan, Portoryko            | WBA Tymczasowy | Leo Gamez · Wenezuela                                  | Josue Camacho · Portoryko                              | TKO 8           |
| 24 kwietnia 1999     | MCI Center Washington, USA                               | IBF            | Mark Johnson · Stany Zjednoczone                       | Ratanachai Sor Vorapin · Tajlandia                     | UD 12           |
| 3 kwietnia 1999      | Cartagena, Kolumbia                                      | IBO            | Mauricio Pastrana · Kolumbia                           | Edison Torres · Wenezuela                              | PTS 12          |
| 28 marca 1999        | Prefectural Gymnasium Miyazaki, Japonia                  | WBA            | Hideki Todaka · Japonia                                | Jesus Rojas · Wenezuela                                | TD 4            |
| 10 stycznia 1999     | Ritz Carlton Hotel Seul, Południowa Korea                | WBC            | Cho In-joo · Korea Południowa                          | Joel Luna Zarate · Meksyk                              | MD 12           |
| 8 stycznia 1999      | Cartagena, Kolumbia                                      | IBO            | Edison Torres · Wenezuela                              | Ilido Julio · Kolumbia                                 | MD 12           |
| 23 grudnia 1998      | Aichi Prefectural Gym Nagoya, Japonia                    | WBA            | Jesus Rojas · Wenezuela                                | Satoshi Iida · Japonia                                 | UD 12           |
| 7 listopada 1998     | Estadio Socios Fundadores Comodoro Rivadavia, Argentyna  | WBO            | Victor Godoi · Argentyna                               | Pedro Morquecho · Meksyk                               | SD 12           |
| 19 września 1998     | Cartagena, Kolumbia                                      | IBO            | Ilido Julio · Kolumbia                                 | Pedro Rincon Miranda · Kolumbia                        | KO 3            |
| 29 sierpnia 1998     | Ritz Carlton Hotel Seul, Południowa Korea                | WBC            | Cho In-joo · Korea Południowa                          | Gerry Peñalosa · Filipiny                              | SD 12           |
| 26 lipca 1998        | Rainbow Hall Nagoya, Japonia                             | WBA            | Satoshi Iida · Japonia                                 | Julio Gamboa · Nikaragua                               | UD 12           |
| 29 kwietnia 1998     | Aichi Prefectural Gym Nagoya, Japonia                    | WBA            | Satoshi Iida · Japonia                                 | Hiroki Ioka · Japonia                                  | MD 12           |
| 25 kwietnia 1998     | Cuneta Astrodome Pasay, Filipiny                         | WBC            | Gerry Peñalosa · Filipiny                              | Joel Luna Zarate · Meksyk                              | TD 2            |
| 13 lutego 1998       | The Pit - UNM Albuquerque, USA                           | IBF / WBO      | Johnny Tapia · Stany Zjednoczone                       | Rodolfo Blanco · Kolumbia                              | UD 12           |
| 23 grudnia 1997      | Aichi Prefectural Gym Nagoya, Japonia                    | WBA            | Satoshi Iida · Japonia                                 | Yokthai Sithoar · Tajlandia                            | UD 12           |
| 13 grudnia 1997      | Amphitheater Pompano Beach, USA                          | IBF / WBO      | Johnny Tapia · Stany Zjednoczone                       | Andy Agosto · Portoryko                                | UD 12           |
| 23 listopada 1997    | Songnam Indoor Gymnasium Seongnam Sity, Południowa Korea | WBC            | Gerry Peñalosa · Filipiny                              | Cho Young-joo · Korea Południowa                       | KO 10           |
| 8 sierpnia 1997      | Emerald Hotel Bangkok, Tajlandia                         | WBA            | Yokthai Sithoar · Tajlandia                            | Jesus Rojas · Wenezuela                                | UD 12           |
| 18 lipca 1997        | Thomas & Mack Center Las Vegas, USA                      | IBF / WBO      | Johnny Tapia · Stany Zjednoczone                       | Danny Romero · Stany Zjednoczone                       | UD 12           |
| 14 czerwca 1997      | Mactan Air Base Grounds Lapu-Lapu, Filipiny              | WBC            | Gerry Peñalosa · Filipiny                              | Lee Seung-koo · Korea Południowa                       | KO 9            |
| 29 kwietnia 1997     | Aichi Prefectural Gym Nagoya, Japonia                    | WBA            | Satoshi Iida Japonia - Yokthai Sithoar Tajlandia       | Satoshi Iida Japonia - Yokthai Sithoar Tajlandia       | PTS 12 remis    |
| 8 marca 1997         | Convention Center Albuquerque, USA                       | WBO            | Johnny Tapia · Stany Zjednoczone                       | Jorge Barrera · Meksyk                                 | TKO 3           |
| 3 marca 1997         | Convention Center Albuquerque, USA                       | IBF            | Danny Romero · Stany Zjednoczone                       | Jaji Sibali · Południowa Afryka                        | KO 6            |
| 1 marca 1997         | Chachengsao Stadium Chachengsao, Tajlandia               | WBA            | Yokthai Sithoar · Tajlandia                            | Aquiles Guzman · Wenezuela                             | UD 12           |
| 20 lutego 1997       | Kokugikan Tokio, Japonia                                 | WBC            | Gerry Peñalosa · Filipiny                              | Hiroshi Kawashima · Japonia                            | SD 12           |
| 30 listopada 1996    | Tingley Coliseum Albuquerque, USA                        | WBO            | Johnny Tapia · Stany Zjednoczone                       | Adonis Cruz · Nikaragua                                | UD 12           |
| 10 listopada 1996    | Pchihit, Tajlandia                                       | WBA            | Yokthai Sithoar · Tajlandia                            | Jack Siahaya · Indonezja                               | KO 2            |
| 1 listopada 1996     | Fantasy Springs Casino Indio, USA                        | IBF            | Danny Romero · Stany Zjednoczone                       | Hipolito Saucedo · Meksyk                              | TKO 12          |
| 12 października 1996 | Kokugikan Tokio, Japonia                                 | WBC            | Hiroshi Kawashima · Japonia                            | Domingo Sosa · Dominikana                              | TKO 2           |
| 11 października 1996 | Texas Station Casino Las Vegas, USA                      | WBO            | Johnny Tapia · Stany Zjednoczone                       | Sammy Stewart · Liberia                                | TKO 7           |
| 24 sierpnia 1996     | Provincial Gym Kamphaeng, Tajlandia                      | WBA            | Yokthai Sithoar · Tajlandia                            | Alimi Goitia · Wenezuela                               | TKO 8           |
| 24 sierpnia 1996     | The Pit Albuquerque, USA                                 | IBF            | Danny Romero · Stany Zjednoczone                       | Harold Grey · Kolumbia                                 | KO 2            |
| 17 sierpnia 1996     | Sports Stadium Albuquerque, USA                          | WBO            | Johnny Tapia · Stany Zjednoczone                       | Hugo Rafael Soto · Argentyna                           | UD 12           |
| 7 czerwca 1996       | Caesars Palace Las Vegas, USA                            | WBO            | Johnny Tapia · Stany Zjednoczone                       | Ivan Alvarez · Kolumbia                                | TKO 8           |
| 29 kwietnia 1996     | Rainbow Hall Nagoya, Japonia                             | WBA            | Alimi Goitia · Wenezuela                               | Satoshi Iida · Japonia                                 | TKO 5           |
| 27 kwietnia 1996     | Kokugikan Tokio, Japonia                                 | WBC            | Hiroshi Kawashima · Japonia                            | Cecilio Espino · Meksyk                                | UD 12           |
| 27 kwietnia 1996     | Coliseo Bernardo Caraballo Cartagena, Kolumbia           | IBF            | Harold Grey · Kolumbia                                 | Carlos Salazar · Argentyna                             | UD 12           |
| 24 lutego 1996       | Indoor Gymnasium Kangyang, Południowa Korea              | WBA            | Alimi Goitia · Wenezuela                               | Lee Hyung-chul · Korea Południowa                      | TKO 12          |
| 10 lutego 1996       | Palasport Rzym, Włochy                                   | IBF            | Carlos Salazar · Argentyna                             | Antonello Melis · Włochy                               | TKO 6           |
| 3 lutego 1996        | Great Western Forum Inglewood, USA                       | WBO            | Johnny Tapia · Stany Zjednoczone                       | Giovanni Andrade · Brazylia                            | TKO 2           |
| 1 grudnia 1995       | Fantasy Springs Casino Indio, USA                        | WBO            | Johnny Tapia · Stany Zjednoczone                       | Willy Salazar · Meksyk                                 | TKO 9           |
| 25 listopada 1995    | Marina Bay Hotel Porlamar, Wenezuela                     | WBA            | Alimi Goitia · Wenezuela                               | Aquiles Guzman · Wenezuela                             | TKO 5           |
| 8 listopada 1995     | Kokugigan Tokio, Japonia                                 | WBC            | Hiroshi Kawashima · Japonia                            | Boy Aruan · Indonezja                                  | TKO 3           |
| 7 października 1995  | Estadio Super Domo Mar del Plata, Argentyna              | IBF            | Carlos Salazar · Argentyna                             | Harold Grey · Kolumbia                                 | SD 12           |
| 29 lipca 1995        | Horizon Rosemont, USA                                    | IBO            | Angel Almena · Portoryko                               | Carlos Gomez · Meksyk                                  | PTS 12          |
| 22 lipca 1995        | Changchung Gymnasium Seul, Korea Południowa              | WBA            | Alimi Goitia · Wenezuela                               | Lee Hyung-chul · Korea Południowa                      | KO 4            |
| 2 lipca 1995         | Johnson Center Gym Albuquerque, USA                      | WBO            | Johnny Tapia · Stany Zjednoczone                       | Arthur Johnson · Stany Zjednoczone                     | MD 12           |
| 24 czerwca 1995      | Coliseo Bernardo Caraballo Cartagena, Kolumbia           | IBF            | Harold Grey · Kolumbia                                 | Julio Cesar Borboa · Meksyk                            | SD 12           |
| 24 maja 1995         | Bunka Gym Jokohama, Japonia                              | WBC            | Hiroshi Kawashima · Japonia                            | Lee Seung-koo · Korea Południowa                       | UD 12           |
| 6 maja 1995          | Caesars Palace Las Vegas, USA                            | WBO            | Johnny Tapia Stany Zjednoczone - Ricardo Vargas Meksyk | Johnny Tapia Stany Zjednoczone - Ricardo Vargas Meksyk | TD 8 remis      |
| 18 marca 1995        | Coliseo Bernardo Caraballo Cartagena, Kolumbia           | IBF            | Harold Grey · Kolumbia                                 | Orlando Tobon · Kolumbia                               | MD 12           |
| 25 lutego 1995       | Sajik Gymnasium Busan, Korea Południowa                  | WBA            | Lee Hyung-chul · Korea Południowa                      | Tomonori Tamura · Japonia                              | TKO 12          |
| 10 lutego 1995       | The Pit Albuquerque, USA                                 | WBO            | Johnny Tapia · Stany Zjednoczone                       | Jose Rafael Sosa · Argentyna                           | UD 12           |
| 18 stycznia 1995     | Bunka Gym Jokohama, Japonia                              | WBC            | Hiroshi Kawashima · Japonia                            | Jose Luis Bueno · Meksyk                               | UD 12           |
| 17 grudnia 1994      | Palazzetto dello Sport Cagliari, Włochy                  | IBF            | Harold Grey · Kolumbia                                 | Vincenzo Belcastro · Włochy                            | SD 12           |
| 12 października 1994 | The Pit Albuquerque, USA                                 | WBO            | Johnny Tapia · Stany Zjednoczone                       | Henry Martinez · Salwador                              | TKO 11          |
| 18 września 1994     | Yoyogi Gymnasium Tokio, Japonia                          | WBA            | Lee Hyung-chul · Korea Południowa                      | Katsuya Onizuka · Japonia                              | TKO 9           |
| 29 sierpnia 1994     | Great Western Forum Inglewood, USA                       | IBF            | Harold Grey · Kolumbia                                 | Julio Cesar Borboa · Meksyk                            | SD 12           |
| 7 sierpnia 1994      | Ariake Colosseum Tokio, Japonia                          | WBC            | Hiroshi Kawashima · Japonia                            | Carlos Salazar · Argentyna                             | UD 12           |
| 21 maja 1994         | Carousel Hotel & Casino Temba, RPA                       | IBF            | Julio Cesar Borboa · Meksyk                            | Jaji Sibali · Południowa Afryka                        | TKO 9           |
| 4 maja 1994          | Bunka Gym Jokohama, Japonia                              | WBC            | Hiroshi Kawashima · Japonia                            | Jose Luis Bueno · Meksyk                               | UD 12           |
| 25 kwietnia 1994     | Great Western Forum Inglewood, USA                       | IBF            | Julio Cesar Borboa · Meksyk                            | Jorge Luis Roman · Meksyk                              | TKO 4           |
| 3 kwietnia 1994      | Kokugikan Tokio, Japonia                                 | WBA            | Katsuya Onizuka · Japonia                              | Lee Seung-koo · Korea Południowa                       | UD 12           |
| 25 marca 1994        | Aakirkeby Hallerne Aakirkeby, Dania                      | WBO            | Johnny Bredahl · Dania                                 | Eduardo Nazario · Portoryko                            | UD 12           |
| 26 listopada 1993    | Coliseo Hermosillo, Meksyk                               | IBF            | Julio Cesar Borboa · Meksyk                            | Rolando Pascua · Filipiny                              | TKO 5           |
| 13 listopada 1993    | Indoor Gymnasium Pohang, Korea Południowa                | WBC            | Jose Luis Bueno · Meksyk                               | Moon Sung-kil · Korea Południowa                       | SD 12           |
| 5 listopada 1993     | Ariake Colosseum Tokio, Japonia                          | WBA            | Katsuya Onizuka · Japonia                              | Thanomsak Sithbaobay · Tajlandia                       | UD 12           |
| 29 października 1993 | Storebaelthallen Korsoer, Dania                          | WBO            | Johnny Bredahl · Dania                                 | Eduardo Nazario · Portoryko                            | DQ 4            |
| 21 sierpnia 1993     | Raceway Park Kalispell, USA                              | IBF            | Julio Cesar Borboa · Meksyk                            | Carlos Mercado · Kolumbia                              | KO 3            |
| 3 lipca 1993         | Education Culture Center Seul, Korea Południowa          | WBC            | Moon Sung-kil · Korea Południowa                       | Carlos Salazar · Argentyna                             | SD 12           |
| 22 maja 1993         | Freeman Coliseum San Antonio, USA                        | IBF            | Julio Cesar Borboa · Meksyk                            | Joel Luna Zarate · Meksyk                              | TKO 12          |
| 21 maja 1993         | Nihon Budokan Tokio, Japonia                             | WBA            | Katsuya Onizuka · Japonia                              | Lim Jae-shin · Korea Południowa                        | SD 12           |
| 26 marca 1993        | Cirkusbygningen Kopenhaga, Dania                         | WBO            | Johnny Bredahl · Dania                                 | Rafael Caban · Portoryko                               | UD 12           |
| 27 lutego 1993       | Olimpic Fencing Gymnasium Seul, Korea Południowa         | WBC            | Moon Sung-kil · Japonia                                | Hilario Zapata · Panama                                | TKO 1           |
| 16 stycznia 1993     | Freeman Coliseum San Antonio, USA                        | IBF            | Julio Cesar Borboa · Meksyk                            | Robert Quiroga · Stany Zjednoczone                     | TKO 12          |
| 11 grudnia 1992      | Ariake Colosseum Tokio, Japonia                          | WBA            | Katsuya Onizuka · Japonia                              | Armando Castro · Meksyk                                | UD 12           |
| 31 października 1992 | Olympic Fencing Gymnasium Seul, Korea Południowa         | WBC            | Moon Sung-kil · Korea Południowa                       | Greg Richardson · Stany Zjednoczone                    | MD 12           |
| 11 września 1992     | Nihon Budokan Tokio, Japonia                             | WBA            | Katsuya Onizuka · Japonia                              | Kenji Matsumura · Japonia                              | TKO 5           |
| 4 września 1992      | Parken Kopenhaga, Dania                                  | WBO            | Johnny Bredahl · Dania                                 | Jose Quirino · Meksyk                                  | UD 12           |
| 11 lipca 1992        | The Aladdin Las Vegas, USA                               | IBF            | Robert Quiroga · Stany Zjednoczone                     | Jose Ruiz · Portoryko                                  | MD 12           |
| 4 lipca 1992         | Goomin Hall Incheon, Południowa Korea                    | WBC            | Moon Sung-kil · Korea Południowa                       | Armando Salazar · Meksyk                               | TKO 8           |
| 10 kwietnia 1992     | Metropolitan Gym Tokio, Japonia                          | WBA            | Katsuya Onizuka · Japonia                              | Thanomsak Sithbaobay · Tajlandia                       | UD 12           |
| 22 lutego 1992       | The Aladdin Las Vegas, USA                               | WBO            | Jose Quirino · Meksyk                                  | Jose Ruiz · Portoryko                                  | UD 12           |
| 15 lutego 1992       | Palazzo Dello Sport Salerna, Włochy                      | IBF            | Robert Quiroga · Stany Zjednoczone                     | Carlos Mercado · Kolumbia                              | SD 12           |
| 22 grudnia 1991      | Indoor Gymnasium Incheon, Korea Południowa               | WBC            | Moon Sung-kil · Korea Południowa                       | Torsak Pongsupa · Tajlandia                            | TKO 6           |
| 21 grudnia 1991      | Thaepsapin Stadium Bangkok, Tajlandia                    | WBA            | Khaosai Galaxy · Tajlandia                             | Armando Castro · Meksyk                                | UD 12           |
| 20 lipca 1991        | Ramada Renaissance Hotel Seul, Korea Południowa          | WBC            | Moon Sung-kil · Korea Południowa                       | Ernesto Ford · Panama                                  | KO 5            |
| 20 lipca 1991        | Crocodile Farm Samut Prakan, Tajlandia                   | WBA            | Khaosai Galaxy · Tajlandia                             | David Griman · Wenezuela                               | TKO 5           |
| 15 czerwca 1991      | HemisFair Arena San Antonio, USA                         | IBF            | Robert Quiroga · Stany Zjednoczone                     | Akeem Anifowoshe · Nigeria                             | SD 12           |
| 7 kwietnia 1991      | Outdoor Stadium Samut Songkhram, Tajlandia               | WBA            | Khaosai Galaxy · Tajlandia                             | Park Je-suk · Korea Południowa                         | TKO 5           |
| 16 marca 1991        | Polideportivo Principal Felipe Zaragoza, Hiszpania       | WBC            | Moon Sung-kil · Korea Południowa                       | Nana Yaw Konadu · Ghana                                | TKO 4           |
| 26 stycznia 1991     | Palazzo Dello Sport Capo d'Orlando, Włochy               | IBF            | Robert Quiroga · Stany Zjednoczone                     | Vincenzo Belcastro · Włochy                            | SD 12           |
| 9 grudnia 1990       | Petchaboon Provincial Stadium Petchaboon, Tajlandia      | WBA            | Khaosai Galaxy · Tajlandia                             | Ernesto Ford · Panama                                  | TKO 6           |
| 3 listopada 1990     | Centro Internacional Acapulco Acapulco, Meksyk           | WBO            | Jose Ruiz · Portoryko                                  | Armando Velasco · Meksyk                               | UD 12           |
| 21 października 1990 | Auditorio Juan Pachín Vicéns Ponce, Portoryko            | WBO            | Jose Ruiz · Portoryko                                  | Wilfredo Vargas · Portoryko                            | TKO 8           |
| 20 października 1990 | Hanyang University Stadium Seul, Południowa Korea        | WBC            | Moon Sung-kil · Korea Południowa                       | Kenji Matsumura · Japonia                              | TD 5            |
| 6 października 1990  | Town Square Pagliara, Włochy                             | IBF            | Robert Quiroga · Stany Zjednoczone                     | Vuyani Nene · Południowa Afryka                        | TKO 3           |
| 29 września 1990     | Provincial Stadium Suphan Buri, Tajlandia                | WBA            | Khaosai Galaxy · Tajlandia                             | Kim Yong-kang · Korea Południowa                       | KO 6            |
| 30 czerwca 1990      | Municipality Gymnasium Chiang Mai, Tajlandia             | WBA            | Khaosai Galaxy · Tajlandia                             | Shunichi Nakajima · Japonia                            | TKO 8           |
| 9 czerwca 1990       | Palpal Gymnasium Seul, Korea Południowa                  | WBC            | Moon Sung-kil · Korea Południowa                       | Gilberto Roman · Meksyk                                | RTD 8           |
| 21 kwietnia 1990     | Crowtree Leisure Centre Sunderland, Wielka Brytania      | IBF            | Robert Quiroga · Stany Zjednoczone                     | Juan Polo Perez · Kolumbia                             | UD 12           |
| 29 marca 1990        | Rajadamnern Stadium Bangkok, Tajlandia                   | WBA            | Khaosai Galaxy · Tajlandia                             | Ari Blanca · Filipiny                                  | KO 5            |
| 20 stycznia 1990     | World Trade Center Seul, Korea Południowa                | WBC            | Moon Sung-kil · Korea Południowa                       | Nana Yaw Konadu · Ghana                                | TD 9            |

## 1980-1989
| data                 | miejsce                                           | organizacja | zwycięzca                         | pokonany                            | wynik  |
| -------------------- | ------------------------------------------------- | ----------- | --------------------------------- | ----------------------------------- | ------ |
| 7 listopada 1989     | Arena Mexico Meksyk, Meksyk                       | WBC         | Nana Yaw Konadu · Ghana           | Gilberto Roman · Meksyk             | UD 12  |
| 31 października 1989 | World Memorial Hall Kobe, Japonia                 | WBA         | Khaosai Galaxy · Tajlandia        | Kenji Matsumura · Japonia           | TKO 12 |
| 21 października 1989 | San Juan, Portoryko                               | WBO         | Jose Ruiz · Portoryko             | Angel Rosario · Portoryko           | TKO 12 |
| 14 października 1989 | Valley Sports Arena Roanoke, USA                  | IBF         | Juan Polo Perez · Kolumbia        | Elly Pical · Indonezja              | UD 12  |
| 12 września 1989     | Great Western Forum Inglewood, USA                | WBC         | Gilberto Roman · Meksyk           | Santos Benigno Laciar · Argentyna   | UD 12  |
| 9 września 1989      | Roberto Clemente Coliseum San Juan, Portoryko     | WBO         | Jose Ruiz · Portoryko             | Juan Carazo · Portoryko             | TKO 1  |
| 29 lipca 1989        | Srinarong Stadium Surin, Tajlandia                | WBA         | Khaosai Galaxy · Tajlandia        | Alberto Castro · Kolumbia           | TKO 10 |
| 5 czerwca 1989       | Great Western Forum Inglewood, USA                | WBC         | Gilberto Roman · Meksyk           | Juan Carazo · Portoryko             | UD 12  |
| 29 kwietnia 1989     | San Juan, Portoryko                               | WBO         | Jose Ruiz · Portoryko             | Bebis Rojas · Kolumbia              | UD 12  |
| 8 kwietnia 1989      | Bunka Gym Yokohama, Japonia                       | WBA         | Khaosai Galaxy · Tajlandia        | Kenji Matsumura · Japonia           | UD 12  |
| 25 lutego 1989       | National Stadium Singapur                         | IBF         | Elly Pical · Indonezja            | Mike Phelps · Stany Zjednoczone     | SD 12  |
| 15 stycznia 1989     | Crocodile Farm Samut Prakan, Tajlandia            | WBA         | Khaosai Galaxy · Tajlandia        | Chang Tae-il · Korea Południowa     | KO 2   |
| 7 listopada 1988     | Caesars Palace Las Vegas, USA                     | WBC         | Gilberto Roman · Meksyk           | Bebis Rojas · Kolumbia              | UD 12  |
| 9 października 1988  | Sheraton Walker Hill Hotel Seul, Korea Południowa | WBA         | Khaosai Galaxy · Tajlandia        | Choi Chang-ho · Korea Południowa    | TKO 8  |
| 4 września 1988      | Gelora 10 November Stadium Surabaya, Indonezja    | IBF         | Elly Pical · Indonezja            | Kim Ki-chang · Korea Południowa     | SD 12  |
| 4 września 1988      | Rainbow Hall Nagoya, Japonia                      | WBC         | Gilberto Roman · Meksyk           | Kiyoshi Hatanaka · Japonia          | UD 12  |
| 9 lipca 1988         | City Gymnasium Kawagoe, Japonia                   | WBC         | Gilberto Roman · Meksyk           | Yoshiyuki Uchida · Japonia          | TKO 5  |
| 8 kwietnia 1988      | Convention Center Miami Beach, USA                | WBC         | Gilberto Roman · Meksyk           | Bebis Rojas · Kolumbia              | UD 12  |
| 20 lutego 1988       | GOR Pangsuma Pontianak, Indonezja                 | IBF         | Elly Pical · Indonezja            | Raul Ernesto Diaz · Kolumbia        | UD 15  |
| 26 stycznia 1988     | Lumpinee Boxing Stadium Bangkok, Tajlandia        | WBA         | Khaosai Galaxy · Tajlandia        | Kongtoranee Payakaroon · Tajlandia  | UD 12  |
| 24 października 1987 | Tamiani Fairgrounds Auditorium Miami, USA         | WBC         | Bebis Rojas · Kolumbia            | Gustavo Ballas · Argentyna          | TKO 4  |
| 17 października 1987 | Bung Karno Stadium Dżakarta, Indonezja            | IBF         | Elly Pical · Indonezja            | Chang Tae-il · Korea Południowa     | SD 15  |
| 12 października 1987 | Rajadamnern Stadium Bangkok, Tajlandia            | WBA         | Khaosai Galaxy · Tajlandia        | Chung Byung-kwan · Korea Południowa | TKO 3  |
| 8 sierpnia 1987      | Tamiani Fairgrounds Auditorium Miami, USA         | WBC         | Bebis Rojas · Kolumbia            | Santos Benigno Laciar · Argentyna   | UD 12  |
| 17 maja 1987         | Kudok Gymnasium Busan, Korea Południowa           | IBF         | Chang Tae-il · Korea Południowa   | Kwon Soon-chun · Korea Południowa   | SD 15  |
| 16 maja 1987         | Stadio Rene Thys Reims, Francja                   | WBC         | Santos Benigno Laciar · Argentyna | Gilberto Roman · Meksyk             | TKO 11 |
| 20 marca 1987        | Plaza de Toros Calafia Mexicali, Meksyk           | WBC         | Gilberto Roman · Meksyk           | Frank Cedeno · Filipiny             | UD 12  |
| 28 lutego 1987       | Bung Karno Stadium Dżakarta, Indonezja            | WBA         | Khaosai Galaxy · Tajlandia        | Elly Pical · Indonezja              | TKO 14 |
| 31 stycznia 1987     | Zenith Teatre Montpellier, Francja                | WBC         | Gilberto Roman · Meksyk           | Antoine Montero · Francja           | TKO 9  |
| 19 grudnia 1986      | Hua Mark Indoor Stadium Bangkok, Tajlandia        | WBC         | Gilberto Roman · Meksyk           | Kongtoranee Payakaroon · Tajlandia  | UD 12  |
| 3 grudnia 1986       | Bung Karno Stadium Dżakarta, Indonezja            | IBF         | Elly Pical · Indonezja            | Lee Dong-chun · Korea Południowa    | KO 10  |
| 1 listopada 1986     | National Theatre Willemstad, Antyle Holenderskie  | WBA         | Khaosai Galaxy · Tajlandia        | Israel Contreras · Wenezuela        | KO 5   |
| 30 sierpnia 1986     | Pabellon Verde Cordoba, Argentyna                 | WBC         | Gilberto Roman · Meksyk           | Santos Benigno Laciar · Argentyna   | PTS 12 |
| 18 lipca 1987        | Polideportivo Ciudad de Salta Salta, Argentyna    | WBC         | Gilberto Roman · Meksyk           | Ruben Osvaldo Condori · Argentyna   | UD 12  |
| 5 lipca 1986         | Bung Karno Stadium Dżakarta, Indonezja            | IBF         | Elly Pical · Indonezja            | Cesar Polanco · Dominikana          | KO 3   |
| 15 maja 1986         | Stade Pierre de Coubertin Bercy, Francja          | WBC         | Gilberto Roman · Meksyk           | Edgar Monserrat · Panama            | SD 12  |
| 30 marca 1986        | Sports Centre Itami, Japonia                      | WBC         | Gilberto Roman · Meksyk           | Jiro Watanabe · Japonia             | UD 12  |
| 15 lutego 1986       | P.I. Arena-Coliseum Dżakarta, Indonezja           | IBF         | Cesar Polanco · Dominikana        | Elly Pical · Indonezja              | SD 15  |
| 23 grudnia 1985      | Rajadamnern Stadium Bangkok, Tajlandia            | WBA         | Khaosai Galaxy · Tajlandia        | Edgar Monserrat · Panama            | TKO 2  |
| 13 grudnia 1985      | Municypal Stadium Daegu, Korea Południowa         | WBC         | Jiro Watanabe · Japonia           | Yun Suk-hwan · Korea Południowa     | TKO 5  |
| 17 września 1985     | Castle Hall Osaka, Japonia                        | WBC         | Jiro Watanabe · Japonia           | Kazuo Katsuma · Japonia             | TKO 7  |
| 28 sierpnia 1985     | Bung Karno Stadium Dżakarta, Indonezja            | IBF         | Elly Pical · Indonezja            | Wayne Mulholland · Australia        | TKO 3  |
| 21 lipca 1985        | Rajadamnern Stadium Bangkok, Tajlandia            | WBA         | Khaosai Galaxy · Tajlandia        | Rafael Orono · Wenezuela            | TKO 5  |
| 9 maja 1985          | Korakuen Hall Tokio, Japonia                      | WBC         | Jiro Watanabe · Japonia           | Julio Soto Solano · Dominikana      | UD 12  |
| 3 maja 1985          | Bung Karno Stadium Dżakarta, Indonezja            | IBF         | Elly Pical · Indonezja            | Chun Ju-do · Korea Południowa       | TKO 8  |
| 6 marca 1985         | Rajadamnern Stadium Bangkok, Tajlandia            | WBA         | Khaosai Galaxy · Tajlandia        | Lee Dong-chun · Korea Południowa    | KO 7   |
| 6 stycznia 1985      | Ulsan Gymnasium Ulsan, Korea Południowa           | IBF         | Chun Ju-do · Korea Południowa     | Park Kwang-koo · Korea Południowa   | KO 15  |
| 29 listopada 1984    | Prefectural Gymnasium Kumamoto, Japonia           | WBC         | Jiro Watanabe · Japonia           | Payao Poontarat · Tajlandia         | TKO 11 |
| 21 listopada 1984    | Bangkok, Tajlandia                                | WBA         | Khaosai Galaxy · Tajlandia        | Eusebio Espinal · Dominikana        | KO 6   |
| 22 lipca 1984        | Busan, Korea Południowa                           | IBF         | Chun Ju-do · Korea Południowa     | William Develos · Filipiny          | KO 7   |
| 5 lipca 1984         | Castle Hall Osaka, Japonia                        | WBC         | Jiro Watanabe · Japonia           | Payoa Poontarat · Tajlandia         | SD 12  |
| 26 maja 1984         | Wonju, Korea Południowa                           | IBF         | Chun Ju-do · Korea Południowa     | Felix Marquez · Stany Zjednoczone   | TKO 6  |
| 28 marca 1984        | Rajadamnern Stadium Bangkok, Tajlandia            | WBC         | Payao Poontarat · Tajlandia       | Guty Espadas · Meksyk               | TKO 10 |
| 17 marca 1984        | Gwangju, Korea Południowa                         | IBF         | Chun Ju-do · Korea Południowa     | Diego De Villa · Filipiny           | KO 1   |
| 15 marca 1984        | Castle Hall Osaka, Japonia                        | WBA         | Jiro Watanabe · Japonia           | Celso Chavez · Panama               | TKO 15 |
| 28 stycznia 1984     | Seul, Korea Południowa                            | IBF         | Chun Ju-do · Korea Południowa     | Prayurasak Muangsurin · Tajlandia   | TKO 12 |
| 10 grudnia 1983      | Castle Hall Osaka, Japonia                        | IBF         | Chun Ju-do · Korea Południowa     | Ken Kasugai · Japonia               | TKO 5  |
| 27 listopada 1983    | Grand Palace Hotel Pattaya, Tajlandia             | WBC         | Payao Poontarat · Tajlandia       | Rafael Orono · Wenezuela            | SD 12  |
| 29 października 1983 | Coliseo Naciones Unidas Caracas, Wenezuela        | WBC         | Rafael Orono · Wenezuela          | Orlando Maldonado · Portoryko       | TKO 5  |
| 6 października 1983  | Prefectural Gymnasium Osaka, Japonia              | WBA         | Jiro Watanabe · Japonia           | Kwon Soon-chun · Korea Południowa   | TD 11  |
| 23 sierpnia 1983     | Miyagi Sports Center Sendai, Japonia              | WBA         | Jiro Watanabe · Japonia           | Roberto Ramirez · Meksyk            | MD 15  |
| 9 maja 1983          | Hilton Hotel Caracas, Wenezuela                   | WBC         | Rafael Orono · Wenezuela          | Raul Valdez · Meksyk                | UD 12  |
| 24 lutego 1983       | Municipal Gym Tsu, Japonia                        | WBA         | Jiro Watanabe · Japonia           | Luis Ibanez · Peru                  | TKO 8  |
| 31 stycznia 1983     | El Poliedro Caracas, Venezuela                    | WBC         | Rafael Orono · Wenezuela          | Pedro Romero · Panama               | KO 4   |
| 28 listopada 1982    | Changchung Gymnasium Seul, Korea Południowa       | WBC         | Rafael Orono · Wenezuela          | Kim Chul-ho · Korea Południowa      | TKO 6  |
| 11 listopada 1982    | City Gymnasium Hamamatsu, Japonia                 | WBA         | Jiro Watanabe · Japonia           | Shoji Oguma · Japonia               | TKO 12 |
| 29 lipca 1982        | Prefectural Gymnasium Osaka, Japonia              | WBA         | Jiro Watanabe · Japonia           | Gustavo Ballas · Argentyna          | TKO 9  |
| 4 lipca 1982         | Chungmu Gymnasium Daejeon, Południowa Korea       | WBC         | Kim Chul-ho · Korea Południowa    | Raul Valdez · Meksyk                | PTS 15 |
| 8 kwietnia 1982      | Prefectural Gymnasium Osaka, Japonia              | WBA         | Jiro Watanabe · Japonia           | Rafael Pedroza · Panama             | UD 15  |
| 10 lutego 1982       | Kyongbuk Gymnasium Daegu, Południowa Korea        | WBC         | Kim Chul-ho · Korea Południowa    | Koki Ishii · Japonia                | KO 8   |
| 5 grudnia 1981       | Gimnasio Nuevo Panama Panama, Panama              | WBA         | Rafael Pedroza · Panama           | Gustavo Ballas · Argentyna          | SD 15  |
| 18 listopada 1981    | Kudok Gymnasium Busan, Południowa Korea           | WBC         | Kim Chul-ho · Korea Południowa    | Jackal Maruyama · Japonia           | TKO 9  |
| 12 września 1981     | Estadio Luna Park Buenos Aires, Argentyna         | WBA         | Gustavo Ballas · Argentyna        | Bae Sok-chul · Korea Południowa     | TKO 8  |
| 29 lipca 1981        | Kudok Gymnasium Busan, Południowa Korea           | WBC         | Kim Chul-ho · Korea Południowa    | Willie Jensen · Stany Zjednoczone   | TKO 13 |
| 22 kwietnia 1981     | Changchung Gymnasium Seul, Korea Południowa       | WBC         | Kim Chul-ho · Korea Południowa    | Jiro Watanabe · Japonia             | UD 15  |
| 24 stycznia 1981     | Plaza Monumental San Cristobal, Wenezuela         | WBC         | Kim Chul-ho · Korea Południowa    | Rafael Orono · Wenezuela            | KO 9   |
| 15 września 1980     | Domo Bolivariano Barquisimeto, Wenezuela          | WBC         | Rafael Orono · Wenezuela          | Jovito Rengifo · Wenezuela          | TKO 3  |
| 28 lipca 1980        | Nuevo Circo Caracas, Venezuela                    | WBC         | Rafael Orono · Wenezuela          | Willie Jensen · Stany Zjednoczone   | PTS 15 |
| 14 kwietnia 1980     | Nuevo Circo Caracas, Venezuela                    | WBC         | Rafael Orono · Wenezuela          | Ramon Balbino Soria · Argentyna     | UD 15  |
| 2 lutego 1980        | Nuevo Circo Caracas, Wenezuela                    | WBC         | Rafael Orono · Wenezuela          | Lee Seung-hoon · Korea Południowa   | SD 15  |

## Legenda
- DQ - (disqualification) - dyskwalifikacja
- KO - (knockout) - nokaut
- MD - (majority decision) - decyzja większości
- NC - (no contest) - walka uznana za nie odbytą
- PTS - walka zakończona na punkty
- RTD - (referee technical decision) - techniczna decyzja sędziów
- SD - (split-decision) - niejednogłośna decyzja
- TKO - (technical knockout) - techniczny nokaut
- UD - (unanimous decision) - jednogłośna decyzja